# 西蒙普拉納斯市

西蒙普拉納斯市（西班牙語：Municipio Planas），是委內瑞拉的一個市，位於該國西部拉臘州，首府設於薩拉雷，面積808平方公里，2007年人口35,170，人口密度每平方公里44人。